# Władysław Jozafat Sapieha
Władysław Jozafat Sapieha (ur. 5 listopada 1652 w Kosowie, zm. w Wisznicach 13 marca 1733) – marszałek Trybunału Głównego Wielkiego Księstwa Litewskiego (1713), wojewoda brzeskolitewski (od 1709), wojewoda miński (od 1699), krajczy wielki litewski (od 1684), starosta czerwonogrodzki w 1681 roku.

## Życiorys
Był synem Krzysztofa Franciszka, ojcem Ignacego, Karola Józefa.
Uczył się w kolegiach jezuickich w Braniewie i Lublinie, następnie studiował w Pradze i w Wiedniu. Zwiedził także Niemcy, Francję i Hiszpanię. Przebywał na dworze cesarza Leopolda I.
Po powrocie do kraju uczestniczył w bitwie pod Chocimiem, a także w kampanii ukraińskiej 1674 Michała Kazimierza Paca.
W 1681 został mianowany cześnikiem wielkim litewskim. Uczestniczył we wspierającą odsiecz wiedeńską wyprawie wojsk litewskich na Słowację i Węgry. W 1684 otrzymał krajczostwo litewskie. Poseł na sejm 1688/1689 roku z nieznanego sejmiku. W 1691 został wybrany wicemarszałkiem Trybunału Głównego Koronnego.
5 lipca 1697 roku podpisał w Warszawie obwieszczenie do poparcia wolnej elekcji, które zwoływało szlachtę na zjazd w obronie naruszonych praw Rzeczypospolitej. W elekcji 1697 popierał księcia Contiego, lecz szybko uznał Augusta II. We wrześniu 1699 został wojewodą mińskim. Związany z Karolem Stanisławem Radziwiłłem nie poparł Sapiehów z linii różańskiej w konflikcie ze szlachtą litewską. Podczas wojny północnej pozostał po stronie Augusta II. Był członkiem konfederacji sandomierskiej 1704 roku. Mimo nacisku rodziny długo wahał się z uznaniem Stanisława Leszczyńskiego, co ostatecznie uczynił w lipcu 1707, nie podejmując jednak żadnych dalszych działań w kierunku jego wsparcia.
Wierność Augustowi II została mu wynagrodzona – w październiku 1709 otrzymał województwo brzeskolitewskie i rotmistrzostwo chorągwi petyhorskiej. W 1713 był marszałkiem Trybunału Litewskiego. Równolegle brał też udział w pracach Trybunału Koronnego. W 1720 posłował na sejm.
W 1729 przygotowywał na Litwie antydworską konfederację popierającą Stanisława Leszczyńskiego.
Jego pierwszą żoną była Urszula z Daniłowiczów. W latach 90. XVII w. Sapieha rozpoczął starania o kościelne unieważnienie tego małżeństwa, po których sukcesie ponownie ożenił się w 1697 z Krystyną z Sanguszków.
Zmarł w Wisznicach 13 marca 1733.